# Batalla de Ojmátiv
La batalla de Ojmátiv o de Ochmatów (en ruso: Битва под Ахмáтовом, ucraniano: Охмáтівська битва, polaco: Bitwa pod Ochmatowem) se llevó a cabo entre el 19 y el 22 de enero de 1655 durante la guerra ruso-polaca (1654-1667) entre la Mancomunidad de Polonia-Lituania (y sus aliados tártaros) y el Zarato ruso y sus aliados cosacos ucranianos cerca de Ojmátiv. Las fuerzas ruso-ucranianas fueron sitiadas en Ojmátiv sin éxito hasta que los refuerzos llegaron en su ayuda e hicieron retirarse a las fuerzas polaco-lituanas. Tras la batalla, los tártaros de Crimea comenzaron a saquear las aldeas vecinas de Ucrania.